# Pentatlo moderno nos Jogos Pan-Americanos de 1951
As competições de pentatlo moderno nos Jogos Pan-Americanos de 1951 foram realizadas entre 27 de fevereiro e 3 de março, na Argentina. Esta foi a primeira edição do esporte nos Jogos Pan-Americanos, tendo sido disputado apenas entre os homens.
A etapa da equitação (corrida a cavalo de 2.500 a 5.000 metros em campo com obstáculos) ocorreu no campo hípico da Escuela de Caballería, na cidade de Hurlingham. A esgrima (espada) foi disputada no salão de armas do Círculo Militar. As provas de tiro (pistola ou revólver) foram realizadas nos polígonos do Tiro Federal Argentino, em Núñez. A fase da natação (300 metros estilo livre) ocorreu nas piscinas do Instituto de Investigaciones Técnicas. Por fim, a etapa do atletismo (cross country, corrida de 4000 metros em terreno variado) teve o Estádio Juan Carmelo Zerillo como palco.

## Calendário
Horário local (UTC−3)
| Dia             | Horário | Fase      |
| --------------- | ------- | --------- |
| 27 de fevereiro | 8:30    | Equitação |
| 28 de fevereiro | 8:30    | Esgrima   |
| 1 de março      | 9:00    | Tiro      |
| 2 de março      | 9:00    | Natação   |
| 3 de março      | 8:00    | Atletismo |

## Países participantes
Um total de cinco delegações enviaram equipes para as competições de pentatlo moderno.
| - ARG Argentina - BRA Brasil - CHI Chile | - USA Estados Unidos - MEX México |

## Medalhistas
Masculino
| Evento     | Ouro                           | Prata                             | Bronze                         |
| ---------- | ------------------------------ | --------------------------------- | ------------------------------ |
| Individual | Eric Tinoco Marques BRA Brasil | James Thompson USA Estados Unidos | Enrique Rettberg ARG Argentina |
| Equipes    | USA Estados Unidos             | BRA Brasil                        | ARG Argentina                  |

## Resultados

### Equitação
| Pos. | Nome                     | Nacionalidade      | Tempo  | Faltas | Pontos |
| ---- | ------------------------ | ------------------ | ------ | ------ | ------ |
| 1    | Ricardo Rojas            | MEX México         | 4:56   | 0      | 100    |
| 2    | Luis Carmona Barrales    | CHI Chile          | 5:9.3  | 0      | 100    |
| 3    | James Thompson           | USA Estados Unidos | 5:23   | 0      | 100    |
| 4    | Eric Tinoco Marques      | BRA Brasil         | 5:23.3 | 0      | 100    |
| 5    | Carlos Velázquez         | ARG Argentina      | 5:25.4 | 0      | 100    |
| 6    | Guy Troy                 | USA Estados Unidos | 5:27.3 | 0      | 100    |
| 7    | Enrique Rettberg         | ARG Argentina      | 5:28.2 | 0      | 100    |
| 8    | Amarfil Rodríguez        | ARG Argentina      | 5:32.1 | 0      | 100    |
| 9    | Daniel Orellana Salcedo  | CHI Chile          | 5:48.2 | 0      | 100    |
| 10   | José Miere               | MEX México         | 5:52.2 | 0      | 100    |
| 11   | Gail Wilson              | USA Estados Unidos | 5:52.1 | 3      |        |
| 12   | Aloysio Borges           | BRA Brasil         | 5:35.2 | 8      |        |
| 13   | Nilo Floody Buxton       | CHI Chile          | 5:54.2 | 8      |        |
| 14   | Eduardo Leal de Medeiros | BRA Brasil         | 6:53.3 | 5      |        |
| 15   | Joel Gálvez              | MEX México         | —      | —      | DSQ    |

### Esgrima
| Pos. | Nome                     | Nacionalidade      | Vitórias | Pontos |
| ---- | ------------------------ | ------------------ | -------- | ------ |
| 1    | Luis Carmona Barrales    | CHI Chile          | 12       |        |
| 2    | Enrique Rettberg         | ARG Argentina      | 11       |        |
| 2    | Eric Tinoco Marques      | BRA Brasil         | 11       |        |
| 4    | Amarfil Rodríguez        | ARG Argentina      | 9        |        |
| 5    | Carlos Velázquez         | ARG Argentina      | 8        |        |
| 5    | Daniel Orellana Salcedo  | CHI Chile          | 8        |        |
| 5    | Ricardo Rojas            | MEX México         | 8        |        |
| 8    | Guy Troy                 | USA Estados Unidos | 7        |        |
| 8    | Eduardo Leal de Medeiros | BRA Brasil         | 7        |        |
| 10   | James Thompson           | USA Estados Unidos | 5        |        |
| 10   | Aloysio Borges           | BRA Brasil         | 5        |        |
| 10   | Alejandro Quiroz         | MEX México         | 5        |        |
| 13   | José Miere               | MEX México         | 4        |        |
| 14   | Gail Wilson              | USA Estados Unidos | 2        |        |
| 15   | Nilo Floody Buxton       | CHI Chile          | —        | DNS    |

### Tiro
| Pos. | Nome                     | Nacionalidade      | Pontos |
| ---- | ------------------------ | ------------------ | ------ |
| 1    | James Thompson           | USA Estados Unidos | 193    |
| 2    | Eduardo Leal de Medeiros | BRA Brasil         | 185    |
| 3    | Guy Troy                 | USA Estados Unidos | 181    |

### Natação
| Pos. | Nome                     | Nacionalidade | Tempo  | Pontos |
| ---- | ------------------------ | ------------- | ------ | ------ |
| 1    | Enrique Rettberg         | ARG Argentina | 4:10.7 |        |
| 2    | Eduardo Leal de Medeiros | BRA Brasil    | 4:11.1 |        |
| 3    | Eric Tinoco Marques      | BRA Brasil    | 4:26.8 |        |

### Atletismo
| Pos. | Nome                    | Nacionalidade      | Tempo   | Pontos |
| ---- | ----------------------- | ------------------ | ------- | ------ |
| 1    | Gail Wilson             | USA Estados Unidos | 13:44   |        |
| 2    | James Thompson          | USA Estados Unidos | 13:55.2 |        |
| 3    | Daniel Orellana Salcedo | CHI Chile          | 14:46.4 |        |
| 4    | Aloysio Borges          | BRA Brasil         | 15:05.4 |        |
| 5    | Guy Troy                | USA Estados Unidos | 15:24.2 |        |
| 6    | Eric Tinoco Marques     | BRA Brasil         | 15:27.1 |        |

## Classificação final
Individual
| Pos.              | Nome                     | Nacionalidade      | Pontos perdidos |
| ----------------- | ------------------------ | ------------------ | --------------- |
| Medalha de ouro   | Eric Tinoco Marques      | BRA Brasil         | 25              |
| Medalha de prata  | James Thompson           | USA Estados Unidos | 28              |
| Medalha de bronze | Enrique Rettberg         | ARG Argentina      | 31              |
| 4                 | Guy Troy                 | USA Estados Unidos |                 |
| 5                 | Carlos Velázquez         | ARG Argentina      |                 |
| 6                 | Ricardo Rojas            | MEX México         |                 |
| 7                 | Daniel Orellana Salcedo  | CHI Chile          |                 |
| 8                 | Luis Carmona Barrales    | CHI Chile          |                 |
| 9                 | Eduardo Leal de Medeiros | BRA Brasil         |                 |
| 10                | Gail Wilson              | USA Estados Unidos |                 |

Equipes
| Pos.              | País               | Pontos perdidos |
| ----------------- | ------------------ | --------------- |
| Medalha de ouro   | USA Estados Unidos | 103             |
| Medalha de prata  | BRA Brasil         | 107             |
| Medalha de bronze | ARG Argentina      | 111             |
| 4                 | MEX México         | 134             |
| 5                 | CHI Chile          | 145             |

Legenda
| Recorde mundial      | Recorde mundial (World record)               |                       | Recorde africano                      | Recorde africano (African) |                                           | Q | Classificado por posição (Qualified) |
| Recorde olímpico     | Recorde olímpico (Olympic record)            | Recorde da América    | Recorde da América (Americas)         | q                          | Classificado por melhor tempo (Qualified) |   |                                      |
| Melhor marca do ano  | Melhor marca do ano (World leading)          | Recorde asiático      | Recorde asiático (Asian)              | DNS                        | Não largou (Did not start)                |   |                                      |
| Recorde nacional     | Recorde nacional (National record)           | Recorde europeu       | Recorde europeu (European)            | DNF                        | Não terminou (Did not finish)             |   |                                      |
| Recorde pessoal      | Recorde pessoal do atleta (Personal best)    | Recorde da Oceania    | Recorde da Oceania (Oceania)          | DSQ / DQ                   | Desclassificado (Disqualified)            |   |                                      |
| Recorde da temporada | Recorde da temporada do atleta (Season best) | Recorde sul-americano | Recorde sul-americano (South America) | NM                         | Sem marca (No mark)                       |   |                                      |

## Quadro de medalhas
| Posição | Nação              |   |   |   | Total |
| ------- | ------------------ | - | - | - | ----- |
| 1       | BRA Brasil         | 1 | 1 | 1 | 3     |
| 2       | USA Estados Unidos | 1 | 1 | 0 | 2     |
| 3       | ARG Argentina      | 0 | 0 | 1 | 1     |
| Total   | Total              | 2 | 2 | 2 | 6     |